# Cyclodomorphus gerrardii

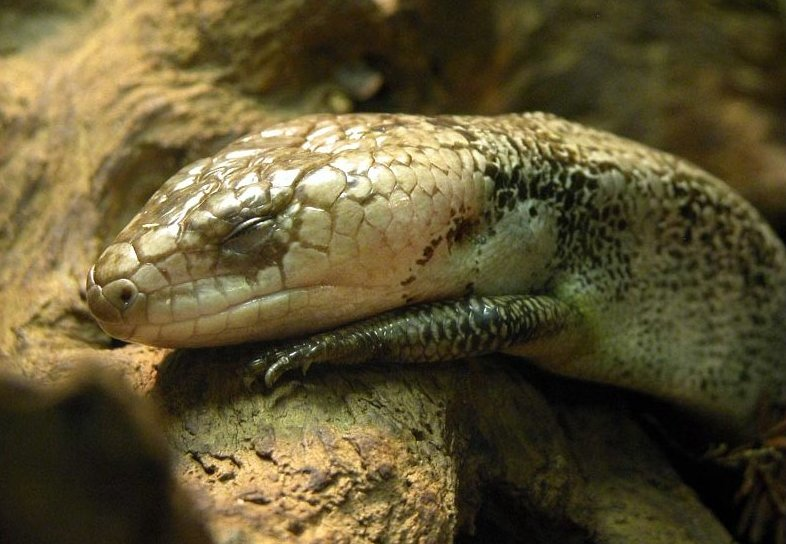
Рожевоязикий сцинк

Cyclodomorphus gerrardii (рожевоязикий сцинк) — вид сцинкоподібних ящірок родини сцинкових (Scincidae). Ендемік Австралії.

## Поширення і екологія
Рожевоязикі сцинки мешкають на сході Австралії, в Квінсленді і Новому Південному Уельсі, на південь до Сіднея. Вони живуть у вологих склерофільних лісах і тропічних лісах, серед опалого листя та в тріщинах у деревині. Живляться равликами і слимаками. Живородні.